# Championnat d'Europe de billard carambole cadre 71/2
Le Championnat de d'Europe de Billard carambole au Cadre 71/2 est organisé par la Confédération européenne de billard.
Champion d’Europe- de 20 ans. 2021:Tim Vial (suisse )

## Règle
Le principe est que l'on trace, sur un billard de "match" de 3,10 m, une ligne à 71 cm de chaque bande ce qui fait six cadres, contrairement au Cadre 47/1 qui en possède neuf. Aux extrémités de chacune des lignes on trace à cheval sur celles-ci des petits carrés additionnels appelés « ancres » de 0,178 m de côté dont un côté se confond avec le bord intérieur d'une bande. Le joueur peut faire au maximum deux points sans sortir au moins une des deux billes, qui ne sont pas celle du joueur, du cadre ou de l'ancre dans lequel elles se trouvent. Au cadre 71/2 lorsque ces deux billes entrent dans un des cadres ou ancres, elles sont « entrées », au coup suivant si elles ne sont pas sorties, elles sont « dedans » et le joueur doit impérativement en sortir au moins une, sinon la main passe.

## Palmarès

### Année par année

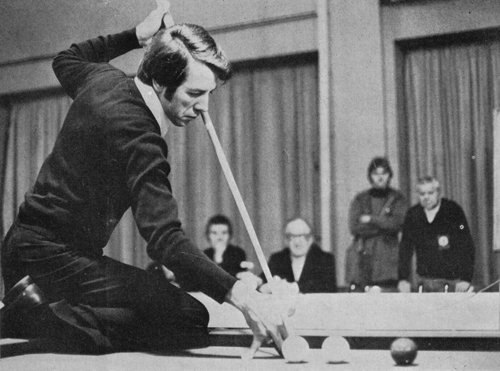
Dieter Müller - Recordman d'Europe de la moyenne générale

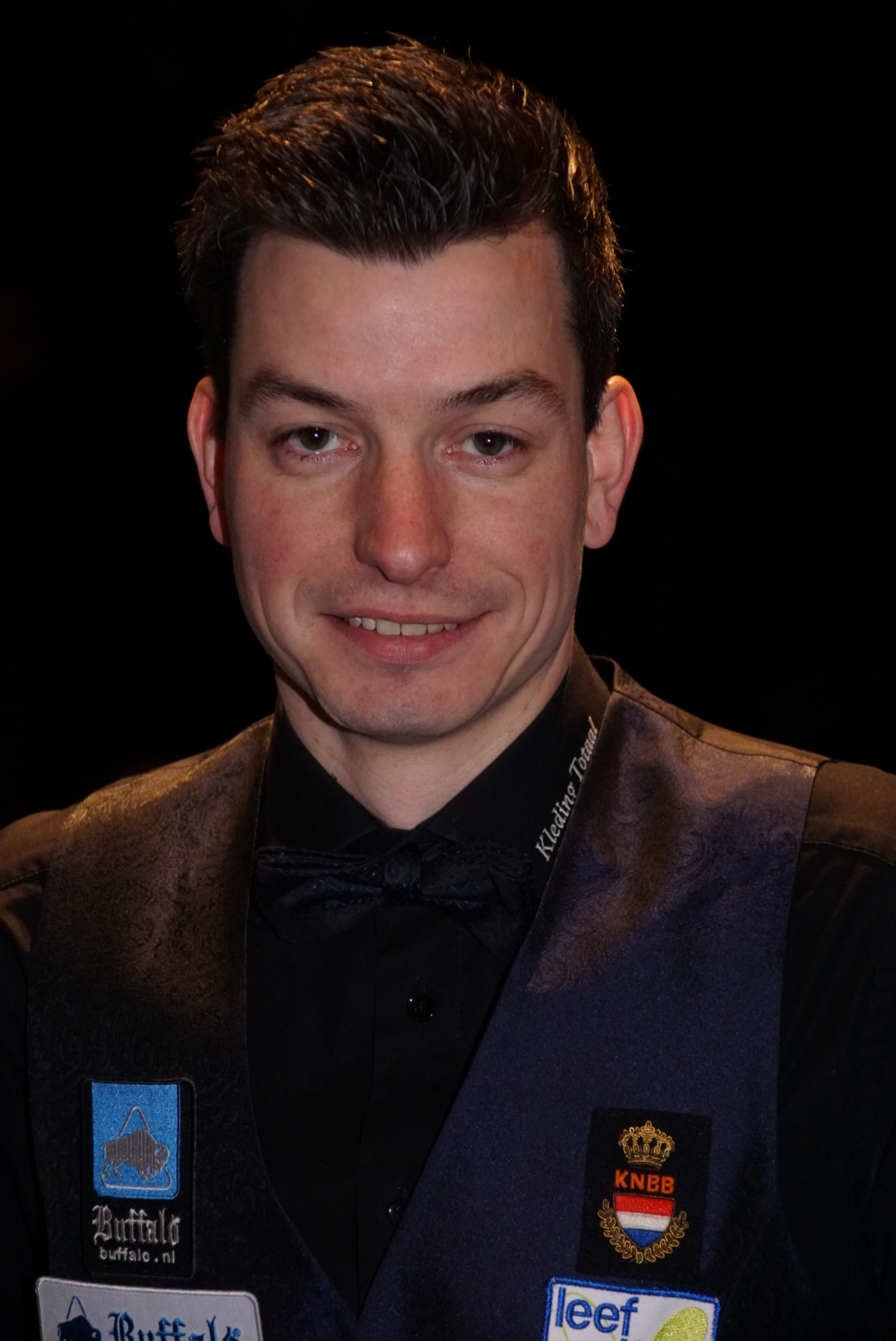
Raymund Swertz

Liste des champions d'Europe de la CEB au Cadre 71/2. [réf. incomplète],[réf. incomplète]
| Année | Ville hôte       | Vainqueur                  | Moyenne générale |
| ----- | ---------------- | -------------------------- | ---------------- |
| 1947  | Amsterdam        | Piet Van De Pol (1)        | 14,78            |
| 1948  | Paris            | Piet Van De Pol (2)        | 18,92            |
| 1949  | Paris            | Joaquim Domingo (1)        | 17,3             |
| 1950  | Liège            | Clément Van Hassel (1)     | 19,63            |
| 1951  | Huelva           | Piet Van De Pol (3)        | 21,17            |
| 1952  | Mulhausen        | Walter Lutgehetmann (1)    | 20,58            |
| 1953  | Viersen          | Walter Lutgehetmann (2)    | 24,24            |
| 1954  | Bruxelles        | Clément Van Hassel (2)     | 17,50            |
| 1955  | Barcelone        | Salvador Orti Velez (1)    | 11,53            |
| 1956  | Liège            | Piet Van De Pol (4)        | 15,41            |
| 1957  | Mönchengladbach  | Emile Wafflard (1)         | 24,54            |
| 1957  | Thionville       | José Galvez (1)            | 11,25            |
| 1958  | Arnhem           | Emile Wafflard (2)         | 25,30            |
| 1959  | Bruxelles        | Emile Wafflard (3)         | 28,86            |
| 1960  | Murcie           | Emile Wafflard (4)         | 27,27            |
| 1961  | Thionville       | Laurent Boulanger (1)      | 15,78            |
| 1962  | Ostende          | Laurent Boulanger (2)      | 27,52            |
| 1963  | Le Helder        | Raymond Ceulemans (1)      | 23,28            |
| 1964  | Spa              | José Galvez (2)            | 19,26            |
| 1965  | Thionville       | Henk Scholte (1)           | 24,70            |
| 1966  | Tournai          | Raymond Ceulemans (2)      | 53,84            |
| 1967  | Heerlen          | Jean Marty (1)             | 48,97            |
| 1968  | Tarragone        | Raymond Ceulemans (3)      | 29,57            |
| 1969  | Roubaix          | Jean Marty (2)             | 67,74            |
| 1971  | Valkenburg       | Raymond Ceulemans (4)      | 57,38            |
| 1973  | Castellón        | Ludo Dielis (1)            | 41,18            |
| 1974  | Heeswijk-Dinther | Francis Connesson (1)      | 43,00            |
| 1975  | Essen            | Francis Connesson (2)      | 50,00            |
| 1976  | Toulouse         | Franz Stenzel (1)          | 36,84            |
| 1977  | Terneuzen        | Dieter Muller (1)          | 58,33            |
| 1978  | Quierschied      | Raymond Ceulemans (5)      | 50,33            |
| 1978  | Strasbourg       | Dieter Muller (2)          | 95,45            |
| 1979  | Torhout          | Francis Connesson (3)      | 58,82            |
| 1982  | Dudelange        | Christ Van Der Smissen (1) | 40,05            |
| 1983  | Marseille        | Jan Arnouts (1)            | 40,90            |
| 1985  | Erkelenz         | Fonsy Grethen (1)          | 41,87            |
| 1986  | Molluresa        | Fonsy Grethen (2)          | 68,18            |
| 1989  | Wychen           | Stephan Horvath (1)        | 34,58            |
| 1990  | Luxembourg       | Fonsy Grethen (3)          | 25,00            |
| 1991  | De Haandrik      | Frédéric Caudron (1)       | 41,11            |
| 1992  | Hooglede         | Stephan Horvath (2)        | 30,20            |
| 1993  | Ypres            | Peter de Backer (1)        | 30,63            |
| 1997  | Ronchin          | Michael Hikl (1)           | 37,89            |
| 1997  | Bruno            | Henri Tilleman (1)         | 30,45            |
| 1998  | Ronchin          | Fonsy Grethen (4)          | 58,75            |
| 1999  | Ronchin          | Thomas Nockemann (1)       | 48,18            |
| 2000  | Aalten           | Thomas Nockemann (2)       | 51,29            |
| 2001  | Ronchin          | Patrick Niessen (1)        | 41,66            |
| 2002  | Ronchin          | Patrick Niessen (2)        | 39,06            |
| 2004  | Winschoten       | Patrick Niessen (3)        | 73,52            |
| 2005  | Cervera          | Patrick Niessen (4)        | 50,00            |
| 2006  | Écully           | Henri Tilleman (2)         | 32,61            |
| 2007  | Dombourg         | Henri Tilleman (3)         | 46,05            |
| 2009  | Herten           | Esteve Mata (1)            | 34,04            |
| 2011  | Haarlo           | Henri Tilleman (4)         | 36,73            |
| 2013  | Brandenbourg     | Raymund Swertz (1)         | 40,00            |
| 2015  | Brandenbourg     | Raymund Swertz (2)         | 40,91            |
| 2017  | Brandenbourg     | Raul Cuenca (1)            | 47,37            |
| 2019  | Brandenbourg     | Raymund Swertz (3)         | 50,00            |
| 2022  | Montbrison       | Willy Gérimont (1)         | 21,43            |
| 2023  | Antalya          | Marek Faus                 | 28,12            |
| 2024  | Cervera          | Raymund Swertz (4)         | 37,50            |

## Records

### Record de moyenne générale

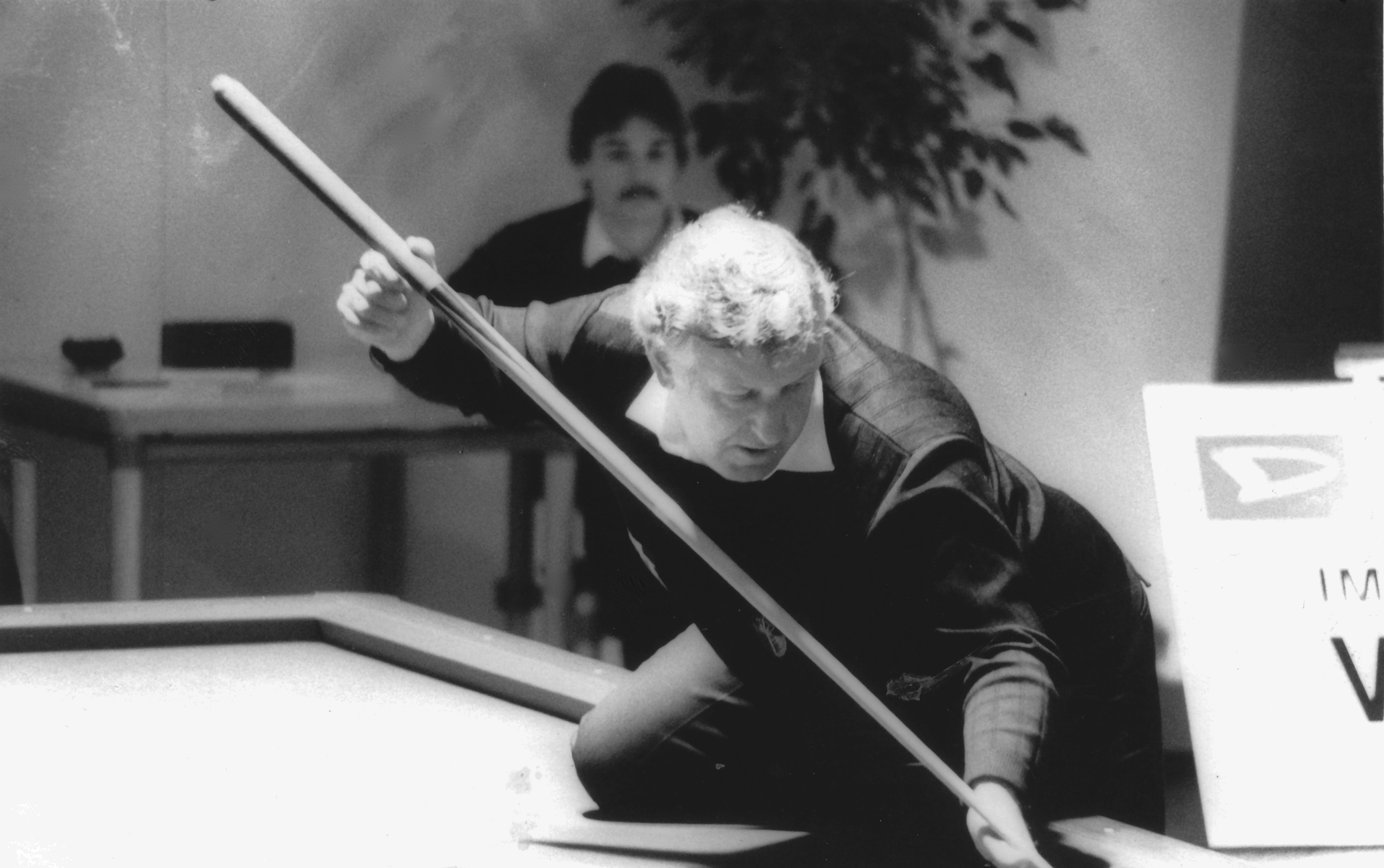
Raymond Ceulemans - Recordman du nombre de victoires au Cadre 71/2

| Joueur        | Année | Moyenne générale |
| ------------- | ----- | ---------------- |
| Dieter Muller | 1978  | 95,45            |

### Record de victoire
| Joueur                 | Nombre de victoires |
| ---------------------- | ------------------- |
| Raymond Ceulemans      | 5                   |
| Raymund Swertz         | 4                   |
| Emile Wafflard         | 4                   |
| Patrick Niessen        | 4                   |
| Henri Tilleman         | 4                   |
| Piet Van De Pol        | 4                   |
| Fonsy Grethen          | 4                   |
| Francis Connesson      | 3                   |
| Jean Marty             | 2                   |
| Laurent Boulanger      | 2                   |
| Dieter Muller          | 2                   |
| Stephan Horvath        | 2                   |
| Walter Lutgehetmann    | 2                   |
| José Galvez            | 2                   |
| Thomas Nockemann       | 2                   |
| Frédéric Caudron       | 1                   |
| Willy Gérimont         | 1                   |
| Raul Cuenca            | 1                   |
| Esteve Mata            | 1                   |
| Michael Hikl           | 1                   |
| Peter de Backer        | 1                   |
| Christ Van Der Smissen | 1                   |
| Jan Arnouts            | 1                   |
| Franz Stenzel          | 1                   |
| Ludo Dielis            | 1                   |
| Henk Scholte           | 1                   |
| Salvador Orti Velez    | 1                   |
| Joaquim Domingo        | 1                   |

### Record de victoire par nationalité
| Pays       | Nombre de victoires |
| ---------- | ------------------- |
| Belgique   | 18                  |
| Pays-Bas   | 14                  |
| France     | 6                   |
| Allemagne  | 6                   |
| Espagne    | 6                   |
| Luxembourg | 4                   |
| Autriche   | 4                   |